# 생방송 좋은 아침입니다
생방송 좋은 아침입니다는 KBS 2TV에서 방송했던 아침 교양 프로그램이다.

## 방송 시간
| 방송 채널 | 방송 기간                          | 방송 요일            | 방송 부차 | 방송 시간                                                        | 비고 |
| --------- | ---------------------------------- | -------------------- | --------- | ---------------------------------------------------------------- | ---- |
| KBS 2TV   | 1997년 3월 3일 ~ 1997년 5월 17일   | 매주 월요일 ~ 토요일 | 1부 2부   | 아침 6시 40분 ~ 7시 30분 아침 7시 30분 ~ 8시                     |      |
| KBS 2TV   | 1997년 5월 19일 ~ 1997년 10월 18일 | 매주 월요일 ~ 토요일 | 1부 2부   | 아침 6시 30분 ~ 7시 아침 7시 10분 ~ 8시 10분                     |      |
| KBS 2TV   | 1997년 10월 20일 ~ 1998년 1월 3일  | 매주 월요일 ~ 토요일 | 1부 2부   | 아침 6시 40분 ~ 7시 30분 아침 7시 30분 ~ 8시 10분                |      |
| KBS 2TV   | 1998년 1월 5일 ~ 1998년 2월 13일   | 매주 월요일 ~ 토요일 | 1부 2부   | 아침 6시 40분 ~ 7시 30분 아침 7시 30분 ~ 8시 15분                |      |
| KBS 2TV   | 1998년 2월 15일 ~ 1998년 10월 10일 | 매주 월요일 ~ 토요일 | 1부 2부   | 아침 6시 50분 ~ 7시 30분 아침 7시 30분 ~ 8시 10분                |      |
| KBS 2TV   | 1998년 10월 12일 ~ 1999년 5월 1일  | 매주 월요일 ~ 토요일 | 1부 2부   | 아침 6시 25분 ~ 7시 아침 7시 ~ 7시 45분 아침 7시 45분 ~ 8시 15분 |      |
| KBS 2TV   | 1999년 5월 3일 ~ 1999년 7월 16일   | 매주 월요일 ~ 토요일 | 1부 2부   | 아침 7시 ~ 7시 45분 아침 7시 45분 ~ 8시 30분                     |      |
| KBS 2TV   | 1999년 7월 18일 ~ 2000년 4월 29일  | 매주 월요일 ~ 토요일 | 1부 2부   | 아침 7시 ~ 7시 45분 아침 7시 45분 ~ 8시 15분                     |      |

## 진행자

### 평일
- 김병찬, 설수진 (1997년 3월 3일 ~ 1997년 5월 17일)
- 김병찬, 정세진 (1997년 5월 19일 ~ 1997년 10월 18일)
- 왕종근, 김정난 (1997년 10월 20일 ~ 1998년 10월 9일)
- 왕종근, 진양혜 (1998년 10월 12일 ~ 2000년 4월 28일)[1]

### 토요일
- 송지헌, 손미나 (1997년 10월 25일 ~ 1998년 6월 13일)
- 한상권, 배영란 (1998년 6월 20일 ~ 1998년 10월 10일)
- 한상권, 변우영 (1998년 10월 17일 ~ 1999년 5월 1일)
- 신영일, 변우영 (1999년 5월 8일 ~ 2000년 4월 29일) 신영일, 변우영 아나운서의 KBS 노조 파업으로 인해 1999년 7월 17일부터 1999년 7월 24일에는 방송인 정재환 가 단독 토요일 진행했다.